# Thiagadurgam
Thiagadurgam là một thị xã panchayat của quận Viluppuram thuộc bang Tamil Nadu, Ấn Độ.

## Nhân khẩu
Theo điều tra dân số năm 2001 của Ấn Độ, Thiagadurgam có dân số 13.945 người. Phái nam chiếm 50% tổng số dân và phái nữ chiếm 50%. Thiagadurgam có tỷ lệ 64% biết đọc biết viết, cao hơn tỷ lệ trung bình toàn quốc là 59,5%: tỷ lệ cho phái nam là 73%, và tỷ lệ cho phái nữ là 55%. Tại Thiagadurgam, 12% dân số nhỏ hơn 6 tuổi.